# (8051) Pistoria
(8051) Pistoria es un asteroide perteneciente al cinturón de asteroides, descubierto el 13 de agosto de 1997 por Luciano Tesi y el también astrónomo Gabriele Cattani desde el Observatorio Astronómico de las Montañas de Pistoia, Toscana, Italia.

## Designación y nombre
Designado provisionalmente como 1997 PP4. Fue nombrado Pistoria en homenaje a la ciudad italiana de Pistoia, situada a unos 30 km de Florencia, que fue fundada por los romanos aproximadamente en el siglo II a. C. con el anterior nombre.

## Características orbitales
Pistoria está situado a una distancia media del Sol de 2,255 ua, pudiendo alejarse hasta 2,574 ua y acercarse hasta 1,936 ua. Su excentricidad es 0,141 y la inclinación orbital 5,529 grados. Emplea 1237,43 días en completar una órbita alrededor del Sol.

## Características físicas
La magnitud absoluta de Pistoria es 14,8.